# You’ve Got to Hide Your Love Away
You've Got to Hide Your Love Away – piosenka zespołu The Beatles napisana i zaśpiewana przez Johna Lennona (oficjalnie Lennon/McCartney). Utwór został umieszczony na albumie Help!.

## Wykonawcy
- John Lennon - wokal, gitara akustyczna dwunastostrunowa
- Paul McCartney — gitara basowa
- George Harrison — klasyczna gitara akustyczna
- Ringo Starr — werbel, tamburyno, marakasy
- John Scott — flet tenorowy i altowy